# Grocholice (województwo łódzkie)
Grocholice – wieś w Polsce, położona w województwie łódzkim, w powiecie poddębickim, w gminie Poddębice.
W latach 1975–1998 miejscowość administracyjnie należała do województwa sieradzkiego.
7 września 1939 żołnierze Wehrmachtu zamordowali kilkanaście osób cywilnych.